# ドリーム (企業)
株式会社ドリーム（英: dream Co. Ltd.）は、古書店チェーン「ほんだらけ」などを経営する長崎県長崎市の企業である。

## 概要
1996年に有限会社として設立、同年10月に1号店の所沢店を開店。その後北海道から九州まで全国各地に店舗網を広げたが、現在はその多くを閉店し、長崎県内4店舗と福岡県・千葉県に各1店舗が残るのみとなっている。また、店舗網縮小の過程で本社も長崎市へ移転している。
ほんだらけ以外に、中古衣料品店「クローゼット」の運営そして関連事業に総合リサイクル「夢之蔵」、オーストラリアで展開する「フル・オブ・ブックス」も展開。「古本倶楽部(現在の古本倶楽部とは別組織)」というネット通販を行っていたが短期で2008年ごろ閉鎖した。

## 沿革
- 1996年10月 埼玉県所沢市にて有限会社ドリーム設立。
- 1996年10月 ほんだらけ1号店である所沢店開店。
- 1998年12月 株式会社ドリームに改組。
- 2002年6月 本社を東京都品川区に移転。
- 2007年12月 本社を埼玉県所沢市に移転。
- 2014年3月16日 ほんだらけ1号店である所沢店が閉店。
- 2014年7月 本社を長崎県佐世保市に移転。
- 2016年7月20日 本社を長崎県長崎市に移転。

## ほんだらけ店舗一覧
営業中のほんだらけ店舗についてはほんだらけ 店舗SEARCHを参照。

### 閉店したほんだらけ店舗

#### 北海道
- 札幌新発寒店（2004年6月開店・2005年3月頃閉店、現：北洋銀行 新発寒支店）
- 札幌北野店（2004年6月開店・2006年頃閉店、現：はるやまチェーン 北野通り店→セカンドアウトドア 北野店）

#### 青森県
- 弘前店（2000年10月開店・2008年頃閉店、現：貸倉庫）
- 湊高台店（2000年11月開店・2013年2月11日閉店、建物は解体され、跡地にローソン 八戸湊高台二丁目店が出店）
- 城下店（1999年6月開店・2021年6月6日閉店）
- 青森店（2006年9月開店・2016年10月30日閉店、現：協同組合タッケングループ 不動産モール）
- 藤崎店（2007年8月1日開店・2008年頃閉店）

#### 秋田県
- 秋田広面店（2002年5月開店・2008年頃閉店、建物は解体され、跡地に南部屋敷 広面店が出店）
- 秋田新国道店（2003年7月5日開店・2004年頃閉店）

#### 福島県
- いわき店（2000年3月開店・2008年3月5日閉店、現：ビッグエムワン いわき店）

#### 埼玉県
- 所沢店（1996年10月開店・2014年3月16日閉店、建物は解体され、跡地に未使用車専門店パッカーズ・車検の速太郎 狭山ヶ丘店が出店）
- 狭山台店（1997年7月開店・2007年頃閉店、現：美容室ミューズ 狭山台店）
- 越谷駅前店（1997年10月開店・閉店時期不明）
- 越谷蒲生店（1998年5月開店・2013年2月17日閉店、現：アコレ 越谷南町店→ペットショップのんびーはうす 越谷店）
- 上安松店（1999年8月開店・2006年頃閉店、現：備長屋 所沢上安松店→ステーキハウス松木 所沢上安松店）
- 川越店（2004年8月28日開店・2007年4月1日閉店）

#### 東京都
- お台場店（2004年7月17日開店・2005年3月閉店）
- 池袋西口店（2007年9月1日開店・2008年2月閉店） - 上級な古書店「Book Bank Club（ブックバンククラブ）」としてオープンしていた。

#### 群馬県
- 高崎店（1999年2月開店・2012年3月閉店、現：ペットショップCOO&RIKU 高崎店）
- 太田店（2000年4月開店・2009年4月閉店、現：DVD鑑賞金太郎 群馬太田407号店）
- 伊勢崎店（2000年7月開店・2009年11月3日閉店、現：リサイクルショップ→株式会社エーティークリエイト 本社→株式会社利根総業 本社営業所）
- 太田東店（2001年4月開店・2004年頃閉店）
- 前橋南町店（2001年5月開店・2007年頃閉店、現:ゴルフ・ドゥ! 前橋店→ゴルフパートナー→KEIAI カーザスタイル前橋）

#### 栃木県
- 小山店（1998年7月開店・2008年3月5日閉店、現：エコカジ屋 小山城南店→解体→マツモトキヨシ 小山東城南店）

#### 新潟県
- 柏崎店（1999年7月開店・2013年秋閉店、現：BOOKs よつ葉→空き店舗）
- 三条店（2004年11月20日開店・2012年6月閉店、現：サイクルベースあさひ 燕三条店）

#### 鳥取県
- 鳥取正連寺店（2002年12月開店・2017年5月14日閉店、現在空き店舗）

#### 島根県
- 出雲店（2003年12月12日開店・2005年頃閉店、現：古着屋ファミリー・ソフトバンク 出雲浜山通り店→沖縄島根文化交流教会三線の会→解体→から好し 出雲渡橋町店）

#### 福岡県
- 歯科大前店（2001年9月閉店・2014年1月19日閉店、建物は解体）
- 空港前店（2001年12月開店・2013年2月24日閉店、建物は解体され、跡地にローソン 空港北ユニバ通り店が出店）
- 太宰府店（2003年1月開店・2008年頃閉店、現：お部屋探し隊 二日市店）

#### 宮崎県
- 芳士店（2001年9月開店・2018年2月18日閉店、現在空き店舗）
- 柳丸店（2005年5月28日開店・2008年頃閉店、現：ビッグエムワン 宮崎店）

#### 長崎県
- 若葉店（1997年3月開店・2019年4月21日閉店）
- 長崎駅前店（2002年3月開店・2013年1月31日閉店、現在空き店舗）
- 佐世保相浦店（2010年9月開店・2017年9月18日閉店、現：セブンイレブン 佐世保愛宕町店 ※2Fは現在空き店舗）
- 浜町店（2013年4月27日開店・2015年9月27日閉店、現：ローソン 長崎浜町店）

## マスコットキャラクター
ほんだらけ創業初期（1996年 - 2000年、旧ロゴ時代）にはヒヨコのカイトリー、モグラのホンスキーというキャラクターが存在していたが、2015年10月10日の時津店復活オープン時のチラシでは約10年以上ぶりに使用されている。現在ではほんだらけケータイサイト『だらケ〜』でだらケ〜くんというキャラクターが使用されている。